# Lepanto (poesia)

La battaglia in un dipinto

Lepanto è un poemetto dello scrittore inglese Gilbert Keith Chesterton, pubblicato nel 1911, che tratta della battaglia di Lepanto. Il protagonista è don Giovanni d'Austria, comandante degli eserciti cristiani.

## Struttura
La poesia, che conta 143 versi, è suddivisa in strofe diseguali di versi lunghi, in rima baciata. Alcune strofe sono chiuse da quattro versi più brevi, che si collegano ai due precedenti con uno schema rimico AAbbba.

## Contenuto
Ogni strofa della poesia si focalizza su uno o più personaggi e situazioni, anche lontani dal contesto della battaglia, mentre l'andare avanti dell'esercito guidato da don Giovanni d'Austria è sempre presente, come un sottofondo, tramite versi tra parentesi che interrompono la narrazione e ricordano la lontana ma centrale avanzata delle truppe cristiane.

### Prima strofa
(Lepanto, vv. 1–4, traduzione di G. Mainardi)
Selim II, il sultano ottomano, da Costantinopoli si compiace dei trionfi della sua marina che domina il Mediterraneo, minaccia le repubbliche italiane e sfida Venezia. Il papa, Pio V, invoca angosciato l'aiuto militare dei re cristiani; ma non giunge risposta né da Elisabetta I d'Inghilterra né da Carlo IX di Francia, mentre l'Impero spagnolo è impegnato nella conquista dell'America.

### Seconda strofa
Si ode in lontananza un pulsare di tamburi, un tenue e remoto levarsi di rumori di guerra. Don Giovanni d'Austria, «ultimo cavaliere dell'Europa», si innalza dal suo rango incerto e prende le armi. La sua figura ridente e animosa risalta sullo sfondo notturno, e parte cavalcando verso il mare.

### Terza strofa
Maometto, nel paradiso islamico, si intrattiene con un'urì; poi si leva, figura gigantesca nel giardino paradisiaco, e invoca le forze infernali.

### Quarta strofa
In un caleidoscopio di colori, da ogni angolo della terra i demonî accorrono al richiamo di Maometto, si radunano e lo adorano; egli li arringa e li invita a perseguitare i cristiani senza pietà, perché sente tornare da occidente il nemico antico, che scosse i loro palazzi nei giorni delle crociate.

### Quinta strofa

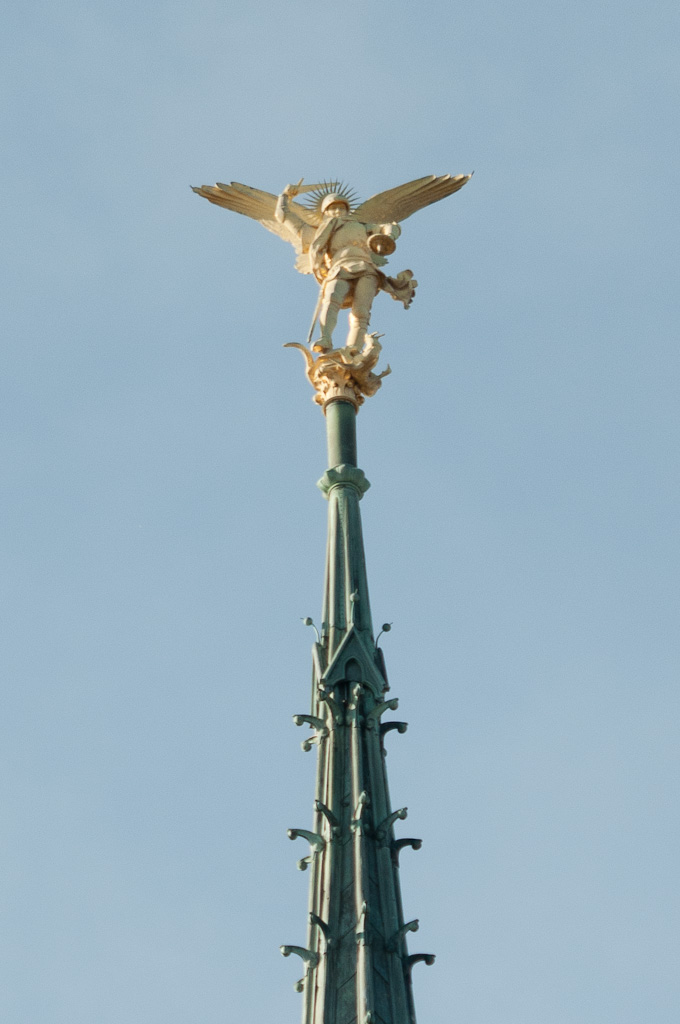
La statua di san Michele sulla guglia del Mont Saint-Michel

San Michele, sul «suo monte» nelle acque del nord, rumoreggia; ma il settentrione, preso dalla riforma protestante, è straziato da cavilli teologici, guerre fratricide tra cristiani e terrore di Dio, giudice spietato; ed è insensibile al suo richiamo. Don Giovanni però avanza e grida «tra gli scoppi e l'eclisse».

### Sesta strofa
Filippo II di Spagna sta chiuso nelle sue camere foderate di «velluto nero e molle»; in un'atmosfera malsana e allucinata, agita una letale fiala cristallina dai colori di luna. Don Giovanni apre il fuoco contro i turchi.

### Settima strofa
Il papa è nella sua cappella, dove ha pregato da prima ancora che sorgesse il sole. Qui vede in visione lo spettacolo tremendo delle grandi navi musulmane, torreggianti sul mare, cariche di schiavi cristiani che vivono e ammattiscono nell'oscurità sottocoperta. Ma la liberazione sta per arrivare; è il momento del trionfo dei cristiani:
(Lepanto, vv. 128–133, traduzione di G. Mainardi)

### Ottava strofa
Il poemetto si chiude con Cervantes che, sulla sua galea, immagina la figura di don Chisciotte e sorride, «ma non come sorridono i sultani, e rinfodera la spada...»; e don Giovanni, coronato d'alloro, «cavalca a casa dalla crociata».

## Accoglienza
Lepanto è tra le poesie più famose di Chesterton, e godette di fama e successo già durante la vita dell'autore.
John Buchan, futuro governatore generale del Canada, durante la prima guerra mondiale scrisse a Chesterton dal fronte: «L'altro giorno nelle trincee gridavamo la tua Lepanto».
In un'occasione in cui Chesterton non voleva recitare delle sue poesie (non avendo grande stima del proprio lavoro), il poeta inglese Alfred Noyes si alzò in piedi e recitò Lepanto pubblicamente, mostrando di conoscerla tutta a memoria.
Jorge Luis Borges, in occasione della morte di Chesterton, scrisse:
Hilaire Belloc scrisse:

## Edizioni

### In italiano
- G. K. Chesterton, Lepanto, traduzione e note di G. Mainardi, prefazione di M. Sermarini, Torino, Pathos, 2021, ISBN 979-12-80201-38-6.

### In altre lingue
- (EN) G. K. Chesterton, Lepanto, note di D. Ahlquist e P. Floriani, San Francisco, Ignatius Press, 2004, ISBN 978-1-58617-030-1.